# Saint-Pierre-Bénouville

Saint-Pierre-Bénouville este o comună în departamentul Seine-Maritime, Franța. În 1 ianuarie 2022 avea o populație de 354 de locuitori.